# Опсада Атине (404. п. н. е.)
Опсаду Атине 404. године п. н. е. извршили су Спартанци предвођени Лисандаром. Представља последњу битку Пелопонеског рата. Завршена је поразом Атињана.

## Увод
Лисандар је поново изабран за команданта (помоћника науарха) 404. п. н. е. и послат у Малу Азију. Флота од 180 тријера пошла му је у сусрет. Лисандар их је сачекао на ушћу реке Егоспотам. Искористио је опадање дисциплине у војсци да нападне. У бици код Егоспотама, уништена је целокупна атинска флота. Лисандар је заробио и погубио 3000 Атињана. Атинска флота тиме је уништена. Лисандар је потом кренуо у обилазак атинских савезника укидајући демократско и уводећи олигархијско уређење. Демократија се одржала једино на Самосу коме су Атињани касније, у знак захвалности, доделили титулу грађанства.

## Опсада и пораз Атине
На заседању скупштине одлучено је да се Атина бори до краја. Лисандар је опседа са мора, а Агис и Паусанија са копна. Опсада је трајала више месеци. Олигарси су преузели иницијативу и погубили последњег великог присталицу демократије – Клеофонта. Потом су упутили Спартанцима понуду за мир. Спарта је поставила следеће услове:
- Ликвидација Атинског поморског савеза
- Рушење Дугих бедема и бедема Пиреја
- Предаја целокупне флоте (са изузетком 12 стражарских бродова)
- Покоравање спартанској хегемонији
- Враћање заробљеника

Услови су прихваћени. Априла 404. године п. н. е. Лисандар је ушао у Пиреј. У целој Хелади, победу је славила реакционарна олигархија.

## Последице
Пораз Атине у Пелопонеском рату довео је до промене државног уређења овог полиса. Лисандар није могао трпети демократски устав ни у Атини ни у било којој другој грчкој држави. Због тога је прихватио Тераменов предлог да се управа подели тридесеторици ирана. Нову владу подржавали су и олигарси из 411. године п. н. е. Већина тирана припадала је екстремним олигарсима на чијем челу се налазио Критија. Комитет Тридесеторице сачињавало је 10 грађана које је именовао Терамен, десет људи које су одабрали екстремни олигарси и десет тирана изабраних под притиском Лисандра. Њихов задатак био је састављање збирке закона у патријахалном духу. На челу извршне власти стајао је 21 човек – једанаест у граду и 10 у Пиреју. Извршни апарат представљали су 300 батинаша. У Атини 404. и 403. године п. н. е. само је 3000 људи сачувало политичка права.